# Karlobag
Karlobag es un municipio de Croacia en el condado de Lika-Senj.

## Geografía
Se encuentra a una altitud de 30 m s. n. m. a 245 km de la capital nacional, Zagreb.

## Demografía
En el censo 2011 el total de población del municipio fue de 917 habitantes, distribuidos en las siguientes localidades:
- Barić Draga -  125
- Baške Oštarije - 27
- Cesarica - 123
- Crni Dabar -  0
- Došen Dabar - 0
- Karlobag - 468
- Konjsko - 0
- Kućišta Cesarička - 12
- Ledenik Cesarički - 20
- Lukovo Šugarje - 68
- Ravni Dabar -  0
- Staništa - 6
- Sušanj Cesarički - 12
- Vidovac Cesarički - 56

| Gráfica de población de Karlobag 1857-2011                          |
|                                                                     |
| Según los censos de población de la oficina estadística de Croacia. |